# Банда БМХ
„Банда БМХ“ (на английски: BMX Bandits) е австралийска криминална комедия от 1983 г. с участието на Никол Кидман.

## Сюжет
Младата червенокоса Джуди и нейните двама приятели, Пи Джей и Гъската, намират кутия с уоки-токи. Кутията е била скрита от група обирджии за следващото им нападение на друга банка.

## Актьорски състав
- Никол Кидман – Джуди
- Анджело Д'Анджело – Пи Джей
- Джеймс Лагтън – Гъската
- Дейвид Орг – Уайт
- Джон Лий – Масташ
- Брайън Маршал – Шефът

1. ↑  web.archive.org //   Посетен на 4 октомври 2023 г.